# Elżbieta Jakubiak

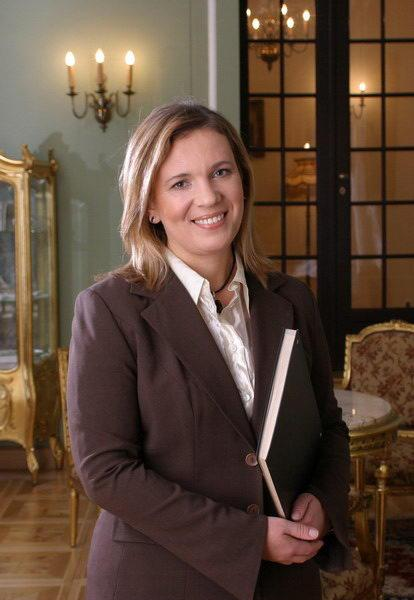
Elzbieta Jakubiak (2005)

Elżbieta Renata Jakubiak geb. Dąbrowska (* 17. März 1966 in Zatory) ist eine polnische Politikerin, ehemalige Ministerin für Sport und Tourismus im Kabinett Jarosław Kaczyńskis, ehemalige Leiterin der Kanzlei des Präsidenten Lech Kaczyński im Rang einer Staatssekretärin und von 2007 bis 2011 Abgeordnete des Sejm in der VI. Wahlperiode.

## Lebenslauf
1991 schloss sie ihr Studium an der Hochschule für Sonderpädagogik in Warschau ab.
In den Jahren 1990 bis 1992 arbeitete sie an der Społeczne Towarzystwo Oświatowe (Gemeinnützige Gesellschaft für Erziehung) in Warschau, danach war sie bis 1998 in der Kanzlei des Sejms als Sekretärin der stellvertretenden Sejm-Marschälle Jacek Kurczewski, Jan Król und Olga Krzyżanowska beschäftigt. Zwischen 1998 und 2002 leitete sie das Büro des Generaldirektors des Amtes für Kombattanten und verfolgter Personen. Nach 2002 arbeitete sie als Direktorin des Büros des Stadtpräsidenten von Warschau, Lech Kaczyński.
Vom 23. Dezember 2005 bis zum 23. Juli 2007 war sie Staatssekretärin und Leiterin der Kanzlei des Präsidenten Lech Kaczyński. 
Danach war sie bis zum 16. November 2007 Ministerin für Sport und Tourismus in der Regierung Jarosław Kaczyńskis.
Bei den Parlamentswahlen 2007 wurde sie für den Wahlkreis Siedlce mit 33.509 Stimmen über die Liste der Prawo i Sprawiedliwość (Recht und Gerechtigkeit – PiS) in den Sejm gewählt. Sie ist Vorsitzende der Sejm Kommission für Sport.
Am 8. September 2010 wurde sie aus der Prawo i Sprawiedliwość ausgeschlossen. Begründet wurde dies mit der Haltung von Elżbieta Jakubiak, welche der Partei schade. Genaue Details wurden nicht genannt.
Danach war sie Mitbegründerin der Partei Polska Jest Najważniejsza (Polen ist am wichtigsten) und schloss sich mit dieser 2013 der Partei Polska Razem (Gemeinsames Polen) an.